# 妥坝乡
妥坝乡（藏語：ཐོ་པ་，威利转写：tho ba）是中国西藏自治区昌都市卡若区下辖的一个乡，位于区境东部的高海拔地区，平均海拔4200米，总面积1769.1平方千米，2000年人口5711人。妥坝乡是一个纯牧业乡，但乡政府驻地由于位于317国道要道，近年来交通服务业发展很快。
2008年，妥坝乡下辖12个村委会：珠古村、妥坝村、夏雅村、乐瓦村、热合村、康巴村、诺玛村、珍嘎村、龙亚村、杂庆村、然索村、然达村。